# Équipe d'Allemagne de hockey sur gazon
L'équipe d'Allemagne de hockey sur gazon est la sélection des meilleurs joueurs allemands de hockey sur gazon.

## Palmarès
Entre 1949 et 1990, les résultats ci-dessous sont ceux de l'Allemagne de l'Ouest.
| Jeux olympiques - 1908 : 5e - 1928 : 3e - 1936 : 2e - 1952 : 5e - 1956 : 3e - 1960 : 7e - 1964 : 5e - 1968 : 4e - 1972 : 1er - 1976 : 5e - 1984 : 2e - 1988 : 2e - 1992 : 1er - 1996 : 4e - 2000 : 5e - 2004 : 3e - 2008 : 1er - 2012 : 1er - 2016 : 3e - 2020 : 4e - 2024 : |  | Coupe du monde - 1971 : 5e - 1973 : 3e - 1975 : 3e - 1978 : 4e - 1982 : 2e - 1986 : 3e - 1990 : 4e - 1994 : 4e - 1998 : 4e - 2002 : 1er - 2006 : 1er - 2010 : 2e - 2014 : 6e - 2018 : 5e - 2023 : 1er |  | Championnat d'Europe - 1970 : 1er - 1974 : 2e - 1978 : 1er - 1983 : 3e - 1987 : 3e - 1991 : 1er - 1995 : 1er - 1999 : 1er - 2003 : 1er - 2005 : 3e - 2007 : 4e - 2009 : 2e - 2011 : 1er - 2013 : 1er - 2015 : 2e - 2017 : 4e - 2019 : 4e - 2021 : 2e - 2023 : 4e |  | Ligue mondiale - 2012-2013 : 7e - 2014-2015 : 5e - 2016-2017 : 4e Ligue professionnelle - 2019 : 6e - 2020-2021 : 3e - 2021-2022 : 4e - 2022-2023 : 6e - 2023-2024 : 6e |